# 쿠웨이트 U-23 축구 국가대표팀
쿠웨이트 U-23 축구 국가대표팀은 쿠웨이트를 대표하는 23세 이하 축구 국가대표팀으로 현재 하계 올림픽 본선 기록이 없다.

## 국제 대회 경력

### AFC U-23 아시안컵
2013년 대회를 시작으로 3번의 U-23 아시안컵 본선에 참가하여  2024년 대회 본선 D조 2차전까지 1무 7패를 기록하고 있다가 최종전에서 말레이시아를 꺾고 9경기만에 U-23 아시안컵 첫 승을 신고했다.

### 아시안 게임
아시안 게임에는 4번 출전하여 2002년 대회에서 8강에 올랐고 2010년 대회에서는 16강에 올랐지만 모두 메달과는 인연을 맺지 못했다.

## 기타 국제 대회 경력
걸프 U-23 챔피언십에는 6번 참가하여 이 중 2010년과 2015년 대회에서 준우승을 차지했고 2018년 올림픽 리턴컵에서는 사상 첫 국제 대회 우승컵을 들어올렸다.

## 주요 대회 성적

### 올림픽
| 모든 연령의 선수 참가에서 23세 이하로 변경 |           |           |           |           |           |           |           |           |           |
| 1992년                                     | 예선 탈락 | 예선 탈락 | 예선 탈락 | 예선 탈락 | 예선 탈락 | 예선 탈락 | 예선 탈락 | 예선 탈락 | 예선 탈락 |
| 1996년                                     | 예선 탈락 | 예선 탈락 | 예선 탈락 | 예선 탈락 | 예선 탈락 | 예선 탈락 | 예선 탈락 | 예선 탈락 | 예선 탈락 |
| 2000년                                     | 예선 탈락 | 예선 탈락 | 예선 탈락 | 예선 탈락 | 예선 탈락 | 예선 탈락 | 예선 탈락 | 예선 탈락 | 예선 탈락 |
| 2004년                                     | 예선 탈락 | 예선 탈락 | 예선 탈락 | 예선 탈락 | 예선 탈락 | 예선 탈락 | 예선 탈락 | 예선 탈락 | 예선 탈락 |
| 2008년                                     | 예선 탈락 | 예선 탈락 | 예선 탈락 | 예선 탈락 | 예선 탈락 | 예선 탈락 | 예선 탈락 | 예선 탈락 | 예선 탈락 |
| 2012년                                     | 예선 탈락 | 예선 탈락 | 예선 탈락 | 예선 탈락 | 예선 탈락 | 예선 탈락 | 예선 탈락 | 예선 탈락 | 예선 탈락 |
| 2016년                                     | 예선 탈락 | 예선 탈락 | 예선 탈락 | 예선 탈락 | 예선 탈락 | 예선 탈락 | 예선 탈락 | 예선 탈락 | 예선 탈락 |
| 합계                                       | 0/7       | 0         | 0         | 0         | 0         | 0         | 0         |           |           |

### 아시안 게임
| 연도                                       | 결과     | 경기 | 승   | 무   | 패   | 득점 | 실점 |
| ------------------------------------------ | -------- | ---- | ---- | ---- | ---- | ---- | ---- |
| 모든 연령의 선수 참가에서 23세 이하로 변경 |          |      |      |      |      |      |      |
| 2002년                                     | 불참     | 불참 | 불참 | 불참 | 불참 | 불참 | 불참 |
| 2006년                                     | 조별예선 | 3    | 2    | 0    | 1    | 5    | 1    |
| 2010년                                     | 불참     | 불참 | 불참 | 불참 | 불참 | 불참 | 불참 |
| 2014년                                     | 조별예선 | 3    | 1    | 0    | 2    | 6    | 7    |
| 2018년                                     | ?        |      |      |      |      |      |      |
| 합계                                       | 2/4      | 6    | 3    | 0    | 3    | 11   | 8    |

### AFC U-23 아시안컵
| 연도   | 결과                              | 경기                              | 승                                | 무                                | 패                                | 득점                              | 실점                              |                                   |
| ------ | --------------------------------- | --------------------------------- | --------------------------------- | --------------------------------- | --------------------------------- | --------------------------------- | --------------------------------- | --------------------------------- |
| 2013년 | 조별예선                          | 3                                 | 0                                 | 1                                 | 2                                 | 1                                 | 4                                 |                                   |
| 2016년 | 예선 탈락                         | 예선 탈락                         | 예선 탈락                         | 예선 탈락                         | 예선 탈락                         | 예선 탈락                         | 예선 탈락                         |                                   |
| 2018년 | 예선 탈락                         | 예선 탈락                         | 예선 탈락                         | 예선 탈락                         | 예선 탈락                         | 예선 탈락                         | 예선 탈락                         |                                   |
| 2020년 | 예선 탈락                         | 예선 탈락                         | 예선 탈락                         | 예선 탈락                         | 예선 탈락                         | 예선 탈락                         | 예선 탈락                         |                                   |
| 합계   | 1/4                               | 3                                 | 0                                 | 1                                 | 2                                 | 1                                 | 4                                 |                                   |
| 순위   | AFC U-23 아시안컵 통산 순위: 20위 | AFC U-23 아시안컵 통산 순위: 20위 | AFC U-23 아시안컵 통산 순위: 20위 | AFC U-23 아시안컵 통산 순위: 20위 | AFC U-23 아시안컵 통산 순위: 20위 | AFC U-23 아시안컵 통산 순위: 20위 | AFC U-23 아시안컵 통산 순위: 20위 | AFC U-23 아시안컵 통산 순위: 20위 |

- 참고: AFC U-23 아시안컵이 올림픽 축구 아시아 지역 예선 역할을 한다.

## 같이 보기
- 쿠웨이트 축구 국가대표팀
- 쿠웨이트 여자 축구 국가대표팀